# Harun Doğan
Harun Doğan (ur. 1 grudnia 1976) – turecki zapaśnik w stylu wolnym. Trzykrotny olimpijczyk. Czwarty w Atlancie 1996; piętnasty w Sydney 2000 i dwudziesty w Atenach 2004. Startował w kategorii 55–58 kg.
Złoty medalista mistrzostw świata w 1999; srebrny w 1998; brązowy w 1995. Zdobył złoty medal w mistrzostwach Europy w 1999 i brązowy w 1996. Najlepszy na igrzyskach śródziemnomorskich w 1997. Srebrny medal na igrzyskach dobrej woli w 1998. Wicemistrz świata juniorów w 1992 roku.